# 2002-es U19-es női labdarúgó-világbajnokság
A 2002-es U19-es női labdarúgó-világbajnokság az első ilyen jellegű torna volt. A tornát 12 válogatott részvételével augusztus 17-e és szeptember 1-je között rendezték Kanadában. A vb-t az amerikai válogatott nyerte.

## Eredmények
A 12 csapatot három csoportba sorsolták. A csoportokban körmérkőzéseket játszottak a csapatok. A csoportokból az első két helyezett és a két legjobb harmadik helyezett jutott a negyeddöntőbe. A negyeddöntőtől egyenes kieséses rendszerben folytatódott a torna.

### Csoportkör
| Jelmagyarázat                                                                           |
| --------------------------------------------------------------------------------------- |
| A csoportok első és második helyezettje bejutott az egyenes kieséses szakaszba.         |
| A csoportok legjobb két harmadik helyezettje is bejutott az egyenes kieséses szakaszba. |
| A csoportok legrosszabb harmadik helyezettje és a negyedik helyezettek kiestek.         |

#### A csoport
| Csapat  | M | Gy | D | V | G+ | G– | Gk | P |
| ------- | - | -- | - | - | -- | -- | -- | - |
| Kanada  | 3 | 3  | 0 | 0 | 9  | 2  | +7 | 9 |
| Japán   | 3 | 1  | 1 | 1 | 3  | 6  | −3 | 4 |
| Dánia   | 3 | 1  | 0 | 2 | 5  | 6  | −1 | 3 |
| Nigéria | 3 | 0  | 1 | 2 | 2  | 5  | −3 | 1 |

| 2002. augusztus 18. 16:00 |

| Kanada                         | 3–2               | Dánia                              |
| ------------------------------ | ----------------- | ---------------------------------- |
| Sinclair 15' Rowe 68' Lang 80' | (1–0) Jegyzőkönyv | Rasmussen 51' Stentoft-Herping 53' |

| Commonwealth Stadium, Edmonton Nézőszám: 25 000 Játékvezető: Krystyna Szokolai (ausztrál) |

| 2002. augusztus 18. 18:15 |

| Nigéria     | 1–1               | Japán     |
| ----------- | ----------------- | --------- |
| Iwuagwu 36' | (1–1) Jegyzőkönyv | Szudó 26' |

| Commonwealth Stadium, Edmonton Nézőszám: 10 000 Játékvezető: Dianne Ferreira-James (guyanai) |

| 2002. augusztus 20. 17:45 |

| Dánia             | 2–1               | Nigéria     |
| ----------------- | ----------------- | ----------- |
| Rasmussen 28' 47' | (1–0) Jegyzőkönyv | Oyewusi 76' |

| Commonwealth Stadium, Edmonton Nézőszám: 7000 Játékvezető: Sueli Tortura (brazil) |

| 2002. augusztus 20. 20:00 |

| Japán | 0–4               | Kanada                       |
| ----- | ----------------- | ---------------------------- |
|       | (0–2) Jegyzőkönyv | Sinclair 9' 45' Lang 53' 69' |

| Commonwealth Stadium Nézőszám: 15 714 Játékvezető: Cristina Ionescu (román) |

| 2002. augusztus 22. 17:45 |

| Dánia     | 1–2               | Japán       |
| --------- | ----------------- | ----------- |
| Jensen 5' | (1–0) Jegyzőkönyv | Óno 67' 73' |

| Commonwealth Stadium, Edmonton Nézőszám: 6000 Játékvezető: Dianne Ferreira-James (guyanai) |

| 2002. augusztus 22. 20:00 |

| Nigéria | 0–2               | Kanada           |
| ------- | ----------------- | ---------------- |
|         | (0–1) Jegyzőkönyv | Sinclair 25' 69' |

| Commonwealth Stadium, Edmonton Nézőszám: 15 803 Játékvezető: Krystyna Szokolai (ausztrál) |

#### B csoport
| Csapat        | M | Gy | D | V | G+ | G– | Gk | P |
| ------------- | - | -- | - | - | -- | -- | -- | - |
| Brazília      | 3 | 3  | 0 | 0 | 10 | 3  | +7 | 9 |
| Németország   | 3 | 2  | 0 | 1 | 5  | 2  | +3 | 6 |
| Franciaország | 3 | 1  | 0 | 2 | 2  | 7  | −5 | 3 |
| Mexikó        | 3 | 0  | 0 | 3 | 5  | 10 | −5 | 0 |

| 2002. augusztus 17. 17:00 |

| Németország    | 2–0               | Franciaország |
| -------------- | ----------------- | ------------- |
| Mittag 39' 90' | (1–0) Jegyzőkönyv |               |

| Swangard Stadium, Vancouver Nézőszám: 5000 Játékvezető: Maria Persson (svéd) |

| 2002. augusztus 17. 19:30 |

| Mexikó                                     | 3–5               | Brazília                                              |
| ------------------------------------------ | ----------------- | ----------------------------------------------------- |
| Rico 8' (11-esből) Worbis 66' Martinez 74' | (1–3) Jegyzőkönyv | Daniela 6' 14' Tatiana 30' Kelly 60' Renata Costa 65' |

| Swangard Stadium, Vancouver Nézőszám: 6000 Játékvezető: Deng Jun-Xia (kínai) |

| 2002. augusztus 19. 17:00 |

| Franciaország       | 2–1               | Mexikó     |
| ------------------- | ----------------- | ---------- |
| Ramos 21' Abily 39' | (1–1) Jegyzőkönyv | Worbis 15' |

| Swangard Stadium, Vancouver Nézőszám: 4500 Játékvezető: Jill Proctor (kanadai) |

| 2002. augusztus 19. 19:30 |

| Brazília  | 1–0               | Németország |
| --------- | ----------------- | ----------- |
| Kelly 60' | (0–0) Jegyzőkönyv |             |

| Swangard Stadium, Vancouver Nézőszám: 5537 Játékvezető: Kari Seitz (amerikai) |

| 2002. augusztus 21. 17:00 |

| Franciaország | 0–4               | Brazília                        |
| ------------- | ----------------- | ------------------------------- |
|               | (0–1) Jegyzőkönyv | Marta 44' 63' 73' Cristiane 62' |

| Swangard Stadium, Vancouver Nézőszám: 3500 Játékvezető: Kari Seitz (amerikai) |

| 2002. augusztus 21. 19:30 |

| Mexikó     | 1–3               | Németország                        |
| ---------- | ----------------- | ---------------------------------- |
| Worbis 24' | (1–1) Jegyzőkönyv | Mueller 33' Brendel 61' Mittag 86' |

| Swangard Stadium, Vancouver Nézőszám: 5552 Játékvezető: Persson (svéd) |

#### C csoport
| Csapat           | M | Gy | D | V | G+ | G– | Gk  | P |
| ---------------- | - | -- | - | - | -- | -- | --- | - |
| Egyesült Államok | 3 | 3  | 0 | 0 | 15 | 1  | +14 | 9 |
| Ausztrália       | 3 | 1  | 1 | 1 | 5  | 5  | 0   | 4 |
| Anglia           | 3 | 1  | 1 | 1 | 5  | 5  | 0   | 4 |
| Tajvan           | 3 | 0  | 0 | 3 | 1  | 15 | −14 | 0 |

| 2002. augusztus 17. 13:00 |

| Egyesült Államok                                    | 5–1               | Anglia   |
| --------------------------------------------------- | ----------------- | -------- |
| Tarpley 37' Osborne 39' O'Reilly 44' Wilson 64' 74' | (3–0) Jegyzőkönyv | Ward 47' |

| Centennial Stadium, Victoria Nézőszám: 2500 Játékvezető: Mayumi Oiwa (japán) |

| 2002. augusztus 17. 15:15 |

| Tajvan | 1–5               | Ausztrália                                         |
| ------ | ----------------- | -------------------------------------------------- |
| Lu 84' | (0–2) Jegyzőkönyv | Crawford 30' 78' Neilson 38' Cannuli 85' Harch 87' |

| Centennial Stadium, Victoria Nézőszám: 1700 Játékvezető: Dagmar Damková (cseh) |

| 2002. augusztus 19. 17:00 |

| Anglia                              | 4–0               | Tajvan |
| ----------------------------------- | ----------------- | ------ |
| Maggs 20' Hickmott 26' Ward 47' 85' | (2–0) Jegyzőkönyv |        |

| Centennial Stadium, Victoria Nézőszám: 2151 Játékvezető: Fatou Gaye (szenegáli) |

| 2002. augusztus 19. 19:15 |

| Ausztrália | 0–4               | Egyesült Államok                        |
| ---------- | ----------------- | --------------------------------------- |
|            | (0–1) Jegyzőkönyv | Wilson 14' 79' Osborne 74' O'Reilly 81' |

| Centennial Stadium, Victoria Nézőszám: 2600 Játékvezető: Anri Hänninen (finn) |

| 2002. augusztus 21. 17:00 |

| Anglia | 0–0         | Ausztrália |
| ------ | ----------- | ---------- |
|        | Jegyzőkönyv |            |

| Centennial Stadium, Victoria Nézőszám: 3900 Játékvezető: Mayumi Oiwa (japán) |

| 2002. augusztus 21. 19:15 |

| Egyesült Államok                                                        | 6–0               | Tajvan |
| ----------------------------------------------------------------------- | ----------------- | ------ |
| Kakadelas 3' Tarpley 10' 43' Buehler 34' (11-esből) Hanks 48' Ebner 59' | (4–0) Jegyzőkönyv |        |

| Centennial Stadium, Victoria Nézőszám: 2800 Játékvezető: Fatou Gaye (szenegáli) |

### Egyenes kieséses szakasz

#### Negyeddöntők
| 2002. augusztus 24. 19:00 |

| Brazília                            | 4–3 (h. u.)            | Ausztrália                                     |
| ----------------------------------- | ---------------------- | ---------------------------------------------- |
| Marta 4' 45' Kelly 42' Daniela 100' | (3–1, 3–3) Jegyzőkönyv | Reuter 34' Crawford 51' Kuralay 59' (11-esből) |

| Swangard Stadium, Vancouver Nézőszám: 6503 Játékvezető: Deng Jun-Xia (kínai) |

| 2002. augusztus 25. 13:00 |

| Kanada                                     | 6–2               | Anglia                 |
| ------------------------------------------ | ----------------- | ---------------------- |
| Sinclair 5' 36' 52' 91' 93' Thorlakson 45' | (3–0) Jegyzőkönyv | Maggs 65' Westwood 80' |

| Commonwealth Stadium, Edmonton Nézőszám: 23 595 Játékvezető: Cristina Ionescu (román) |

| 2002. augusztus 25. 15:45 |

| Japán   | 1–2 (h. u.)            | Németország        |
| ------- | ---------------------- | ------------------ |
| Óno 44' | (1–0, 1–1) Jegyzőkönyv | Bresonik 90+3' 94' |

| Commonwealth Stadium, Edmonton Nézőszám: 5000 Játékvezető: Sueli Tortura (brazil) |

| 2002. augusztus 25. 19:00 |

| Egyesült Államok                                   | 6–0               | Dánia |
| -------------------------------------------------- | ----------------- | ----- |
| O'Reilly 11', 27' Wilson 23', 47', 68' Tarpley 57' | (3–0) Jegyzőkönyv |       |

| Centennial Stadium, Victoria Nézőszám: 4800 Játékvezető: Anri Hänninen (finn) |

#### Elődöntők
| 2002. augusztus 29. 17:15 |

| Brazília      | 1–1 (h. u.)                 | Kanada     |
| ------------- | --------------------------- | ---------- |
| Marta 46'     | (0–0, 1–1, 1–1) Jegyzőkönyv | Rustad 69' |
| Büntetőpárbaj |                             |            |
|               | 3–4                         |            |

| Commonwealth Stadium, Edmonton Nézőszám: 37 194 Játékvezető: Anri Hänninen (finn) |

| 2002. augusztus 29. 20:00 |

| Egyesült Államok                      | 4–1               | Németország  |
| ------------------------------------- | ----------------- | ------------ |
| Tarpley 28' Wilson 30', 45' Oakes 86' | (3–1) Jegyzőkönyv | Bresonik 16' |

| Commonwealth Stadium, Edmonton Nézőszám: 10 000 Játékvezető: Krystyna Szokolai (ausztrál) |

#### Bronzmérkőzés
| 2002. szeptember 1. 11:00 |

| Brazília      | 1–1 (h. u.)                 | Németország |
| ------------- | --------------------------- | ----------- |
| Cristiane 33' | (0–0, 1–1, 1–1) Jegyzőkönyv | Bachor 49'  |
| Büntetőpárbaj |                             |             |
|               | 3–4                         |             |

| Commonwealth Stadium, Edmonton Nézőszám: 35 000 Játékvezető: Mayumi Oiwa (japán) |

#### Döntő
| 2002. szeptember 1. 14:00 |

| Kanada | 0–1 (h. u.)            | Egyesült Államok |
| ------ | ---------------------- | ---------------- |
|        | (0–0, 0–0) Jegyzőkönyv | Tarpley 109'     |

| Commonwealth Stadium, Edmonton Nézőszám: 47 784 Játékvezető: Dianne Ferreira-James (guyanai) |

| A 2002-es U19-es női labdarúgó-világbajnokság győztese |
| ------------------------------------------------------ |
| EGYESÜLT ÁLLAMOK 1. cím                                |

### Gólszerzők
| 10 gólos - Christine Sinclair 9 gólos - Kelly Wilson 6 gólos - Marta - Lindsay Tarpley 4 gólos - Heather O'Reilly 3 gólos - Hayley Crawford - Daniela - Kelly - Kara Lang - Johanna Rasmussen - Linda Bresonik - Anja Mittag - Óno Sinobu - Guadalupe Worbis | 2 gólos - Cristiane - Ellen Maggs - Katy Ward - Leslie Osborne 1 gólos - Catherine Cannuli - Lana Harch - Selin Kuralay - Amber Neilson - Karla Reuter - Renata Costa - Tatiana - Michelle Rowe - Clare Rustad - Katie Thorlakson - Sandra Jensen - Marie Stentoft-Herping - Michelle Hickmott | 1 gólos (folytatás) - Emily Westwood - Camille Abily - Elodie Ramos - Isabell Bachor - Annelie Brendel - Barbara Mueller - Szudó Akiko - Lisette Martinez - Michell Rico - Akudo Iwuagwu - Olushola Oyewusi - Lu Yen-Ling - Rachel Buehler - Stephanie Ebner - Kerri Hanks - Megan Kakadelas - Jill Oakes |